# Rochus Spiecker
Rochus Spiecker (* 24. Juli 1921 in Berlin; † 20. Februar 1968 in Bensberg), eigentlich Johann Wolfgang Spiecker, war ein deutscher Publizist und Theologe. Der Dominikanerpater betätigte sich auch als Hörspiel- und Drehbuchautor.

## Leben
1939 trat Spiecker dem Dominikanerorden bei. Bevor er 1946 zunächst in Walberberg theologische Studien begann, nahm Spiecker von 1941 bis 1945 als Soldat am Zweiten Weltkrieg teil. Die Priesterweihe erhielt er 1949. Bis 1951 studierte er in Rom weiter.
1952 wurde Spiecker in der Deutschen Pfadfinderschaft Sankt Georg (DPSG) als Bundeskurat für die Pfadfinderstufe mit der religiösen Betreuung der 14- bis 16-jährigen Mitglieder betraut. Als er diese Aufgabe 1958 abgab, hatte er die theologische Entwicklung der DPSG auch für die nächsten Jahre maßgeblich geprägt, unter anderem durch Veröffentlichungen in den Bundeszeitungen und das Buch „Der Ungeheure und die Abenteurer“.
Spiecker war gleichzeitig auch für allgemeine Printmedien wie Die Zeit oder Gong und für den Hörfunk als Publizist tätig. Sein Leitsatz war: „Den Kern freilegen, ohne die Haut zu verletzen“.
Seine Präsenz im Rundfunk beschränkte sich zunächst auf Teilnahme an Diskussionsrunden und den Kirchenfunk.
Ab 1960 liefen im WDR auch Hörspiele von Spiecker, von denen einige sogar als Fernsehspiele gesendet wurden oder später als Schallplatte erschienen, etwa Der Partisan unter der Regie von Otto Kurth, hochkarätig u. a. besetzt mit Hans Quest (der Schauspieler, dem Wolfgang Borchert nach dem Zweiten Weltkrieg sein Draußen vor der Tür gewidmet hatte) und Erik Schumann.
Ein Jahr später arbeitete Spiecker mit Bernhard Wicki zusammen – als Berater für den Film Das Wunder des Malachias. Auf ihn geht z. B. die Übertragung des Stoffes, der eigentlich von dem schottischen Autor Bruce Marshall stammt, in das Ruhrgebiet der Gegenwart zurück.
In den 1960er-Jahren gab Spiecker auch Konzilsdokumente des Vatikans heraus.
1962 erhält Spiecker den Orden wider den tierischen Ernst. Er sei – so der Aachener Karnevals Verein – „als humorvoller, streitbarer Kanzelredner, Publizist und Drehbuchautor ein moderner Nachfahre des Abraham a Santa Clara“.
Spiecker sagte einmal selbst über seine publizistische Tätigkeit:

„Die Aufmerksamkeit, die nachdenkt, nachzeichnet und Perspektiven erschließt, ist das erste und letzte Werk der Liebe. – Ich bin für Tiefsinn. Aber ich hasse die ‚falschen Bärte‘. Ich bin für das Ernste – gerade auch dort, wo es sich im Abgrund des Witzigen zeigt! – Aber ich hasse das konventionelle Klischee des Feierlichen, das die Würze des Ernstes verdirbt.“

Nach längerem Leiden starb Rochus Spiecker 1968. Ein Kondolenzschreiben sandten neben Vertretern der Kirche u. a. auch Willy Brandt, Herbert Wehner, Alfred Nau und Helmut Schmidt.

## Nachruhm
Mehrere Stämme der Deutschen Pfadfinderschaft Sankt Georg tragen den Namen Rochus Spiecker.

## Werke

### Hörspiele
- Der Partisan (1974) – auch als Sprechplatte erschienen

### Schriften
- Ninotschka: oder was ist Liebe; Glanzstücke aus seinem literarischen Werk. Ausgewählt und herausgegeben von Knut Erichson. 1986
- Beim Wort genommen, 1979. ISBN 3-429-00591-4
- Innewerden was ist: Ideen zum Tage, Aphorismen, Skizzen, 1969
- Concilio ecoménico vaticano II.: Registro de documentos conciliares y esquemas, 1967
- zusammen mit: Marcell Birner, Wunibald Maria Brachthäuser (Hrsg.): Register zu den Konzilsdokumenten. Luzern – München: Rex-Verlag, 1966
- Jeanette oder Die gute Verzweiflung: Vom Trotz, der Liebe und dem Tod. Funkische Impressionen, 1964
- La Ferriere im Sommer 1902, 1954; auch unter dem Titel Maria Goretti: Die Geschichte von Gott und Maria Goretti, 1965
- Jungen, 1959 (mit Karl Wiehn)
- Jamboree: 50 Jahre Pfadfindertum, 1957 (mit Karl Wiehn)
- Der Ungeheure und die Abenteurer: zur Idee des Pfadfindertums (1955)

- Glossen. 4 Bände
  - Die wachsamen Kreise des Adlers, 1969
  - Ein Biss-chen Bosheit, 1964
  - Die Zeit im Spiegel: Glossen und Impressionen, 1964
  - Augen-Blick und Wimpernschlag: Montagsglossen, 1960